# Bijekció

bijektív függvény

A matematikában bijekciónak vagy bijektív leképezésnek nevezzük azokat a leképezéseket, amelyek egyidejűleg injektívek és szürjektívek. Más szavakkal azt is mondhatjuk, hogy a bijektív leképezések kölcsönösen egyértelmű ráképezések. Amennyiben emellett a leképezés értelmezési tartománya megegyezik azzal a halmazzal, amiből képez le (tehát a halmaz összes eleméhez rendel elemet), akkor bijekció olyan megfeleltetést létesít két halmaz között, aminél az egyik halmaz minden egyes elemének a másik halmaz pontosan egy eleme felel meg, és fordítva.

## Definíció
Legyen {\displaystyle A,B} tetszőleges halmazok és {\displaystyle f:A\to B} képező leképezés. Akkor mondjuk, hogy {\displaystyle f} bijekció, ha
- tetszőleges {\displaystyle a,b\in A} és {\displaystyle f(a)=f(b)} esetén {\displaystyle a=b}, valamint
- minden {\displaystyle b\in B}-re létezik {\displaystyle a\in A} úgy, hogy {\displaystyle f(a)=b},

azaz ha injekció és szürjekció is egyszerre.

## Példák
- Az egész számok halmazán értelmezett {\displaystyle f:\mathbf {Z} \to \mathbf {Z} ,a\mapsto a+1} függvény bijekció.
- Tetszőleges {\displaystyle X} halmazra az {\displaystyle id:X\to X,x\mapsto x} identikus megfeleltetés bijektív leképezés.

## Tulajdonságok

Injekcióból és szürjekcióból képezett bijekció.

- Ha az {\displaystyle f} függvény bijektív, akkor a megfeleltetésként (relációként) vett inverze szintén függvény és egyúttal bijektív leképezés.
- Ha az {\displaystyle f,g} leképezések bijektívek, akkor a kompozíciójuk is bijektív leképezés.
- Ha az {\displaystyle g\circ f} függvénykompozíció bijektív leképezés, akkor a {\displaystyle g} leképezés szürjekció és az {\displaystyle f} leképezés injekció.
- Ha {\displaystyle X,Y} véges halmazok és {\displaystyle |X|=|Y|}, továbbá {\displaystyle f:X\to Y} leképezés, akkor a következő állítások ekvivalensek:
  - {\displaystyle f} bijekció.
  - {\displaystyle f} szürjekció.
  - {\displaystyle f} injekció.